# 襄垣县
36°32′06″N 113°03′05″E / 36.53500°N 113.05139°E
襄垣县是中国山西省长治市所辖的一个县。总面积为1158平方公里，縣人民政府駐古韓鎮。

## 历史
周贞定王十四年（前455年），赵襄子筑城于甘水之北，取名襄垣。

## 地理
境内以山地丘陵为主，主要河流有浊漳河。

## 行政区划
襄垣县下辖8个镇、3个乡：
古韩镇、王桥镇、侯堡镇、夏店镇、虒亭镇、西营镇、王村镇、下良镇、善福镇和襄垣经济技术开发区。

## 交通
- 太焦铁路襄垣站
- 太长高速公路（二广高速公路）
- 208国道
- 郑太高铁襄垣东站

## 人口
2020年第七次全国人口普查襄垣县常住人口28.06万人。

## 经济
襄垣县2020年一季度实现GDP约47.80亿元，按常住人口计算，其人均GDP约1.7102万元，远高于全国同期人均GDP水平（约1.45万元），本市人均居第一。

## 风景名胜
- 全国重点文物保护单位：灵泽王庙、昭泽王庙、襄垣文庙、襄垣永惠桥、襄垣昭泽王庙、襄垣五龙庙
- 山西省文物保护单位：仙堂山古建筑群、石勒城遗址
- 襄垣县文物保护单位